# Циклон Хавьер в Беларуси
Хавьер (англ. Xavier; бел. Хаўер), также Хавер — снежный циклон, который прошёл по Европе с 9 по 16 марта 2013 года. От стихии пострадали Франция, Германия, Бельгия, Венгрия, Великобритания, Нидерланды, Швеция, Украина и запад России. Серьёзные последствия циклон вызвал в Республике Беларусь, на которую он обрушился 15 марта.
Для Беларуси «Хавьер» стал одним из сильнейших подобных природных катаклизмов в её истории. Во время циклона начался большой снегопад, фиксировался сильный ветер. Ненастная погода привела к проблемам на дорогах как в населённых пунктах (в том числе в Минске), так и за их пределами. По всей Беларуси образовались многочисленные дорожные пробки. Заметно увеличилось число ДТП, в одном из которых погибли два человека. Наиболее тяжёлая ситуация была на трассах М1, М4 и M5. В стране произошёл транспортный коллапс.
Усилиями властей, экстренных служб и местных жителей удалось успешно ликвидировать последствия бедствия.
Циклон «Хавьер» отложился в памяти населения и часто сравнивается с другими снежными штормами в Беларуси.

## Накануне
В 2013 году начало марта на территории Беларуси было аномально холодным: в связи с господством полярных воздушных масс средняя температура была на 2—6 градусов ниже климатической нормы. В это время в Восточную Европу двинулся южный циклон, принося с собой тропический воздух из Средиземного моря. В результате столкновения южного циклона с холодным полярным воздухом образовался снежный шторм, который немецкие синоптики окрестили  «Хавьером».
Уже 12 марта Белгидромет спрогнозировал ухудшение погоды в Беларуси. 14 марта на территории Минской, Витебской и Брестской областей был объявлен красный уровень погодной опасности и штормовое предупреждение. Однако информация о шкале уровней опасности до «Хавьера» предоставлялась Белгидрометом только в МЧС, и широкие слои населения не могли оценить степень реальной опасности погодных условий.
По стечению обстоятельств накануне катаклизма руководство государства (президент, премьер-министр, спикеры обеих палат Национального собрания) отбыли на заседание Союзного государства в Санкт-Петербург. Первый вице-премьер Владимир Семашко оказался на переговорах в Москве. Из высших лиц в Беларуси остался только второй заместитель премьера — Анатолий Калинин.

## События в Беларуси

### Утро и день 15 марта
Циклон пришёл с юга, охватив первыми Брестскую и Гомельскую области. После полуночи в стране фиксировалось ухудшение погоды. Так, например, по информации метеостанции Слуцка, в этом городе в 0:20 началась метель. В 9:00 синоптики объявили штормовое предупреждение. Они прогнозировали утром и днём очень сильные снегопады, а на дорогах снежные заносы, призывая жителей воздержаться от поездок. Население не обратило внимание на сообщения.
Утром 15 марта скорость ветра достигла 15—20 метров в секунду, ветер раскачивал машины, находившиеся на ходу. Когда метель охватила Брест, в Минске перенесли празднование масленицы. С 11:00 в столице был введён план «Бездорожье», позволяющий водителям общественного транспорта не следовать расписанию и выезжать в соответствии с обстоятельствами. Уже в это время видимость на дорогах страны очень ухудшилась, в связи с активным выпадением снега ухудшилось также состояние дорожного покрытия. В столице автотранспорт двигался со скоростью не более 30 километров в час.
Тем временем на Червенщине около 12:30 под Смиловичами попал в занос и перегородил дорогу автопоезд. Когда экипаж спасателей приехал на место для оформления происшествия, здесь начала образовываться дорожная пробка. Где-то через час разбушевалась сильная метель. Пробка (преимущественно из автопоездов) растянулась от моста в Смиловичах до деревни Карпиловка. Машины (не менее 500) стояли в три ряда, частично на встречной полосе движения. Встречавшиеся в пробке легковушки за два часа позаметало доверху.
Местные власти и службы поняли, что ситуация начинает выходить из-под контроля, поэтому в школах сократили занятия во вторую смену, а в Пинске вообще отменили. Ещё большее усиление ветра и сильный снегопад начались примерно в 14:00. В 15:00 на автодороге Минск—Слуцк, начиная с района деревни Городище, наблюдалась 11-километровая пробка.
В 16:00 в Национальном аэропорту «Минск» прекращён взлёт самолетов, так как те не могли осуществить посадку. Рейсы были перенаправлены в Гомель и Киев. В связи с блокировкой подъездных путей к гавани из-за снежных заносов в здании аэропорта застряли несколько тысяч человек, которые провели в залах ожидания всю ночь. Попутно пробка на слуцкой трассе увеличилась с 11 до 20 километров. На некоторых участках автомобили выстроились в четыре ряда. Службами остановлено движение с Минского и Солигорского направлений в сторону Слуцка, чтобы техника, прибывшая на расчистку, могла нормально работать.
В среднем порывы ветра составляли 20—24 метра в секунду, максимальная скорость — до 28 м/с. В Минске толщина снежного покрова увеличилась всего на 11 сантиметров, тогда как максимально зафиксированный прирост за сутки составил 26 сантиметров (в 1956 и 1992 годах). При этом общая толщина снежного покрова составила 57 сантиметров, а в результате сильной метели, активно переносившей снежные массы, во многих местах сугробы были ещё выше, что привело к транспортному коллапсу. В Славгородском районе выпало 26 миллиметров осадков в пересчёте на дождь.

### С вечера 15 по утро 16 марта
В столице начались массовые задержки общественного транспорта. Видимость на дорогах составляла 200—300 метров. На остановках столпились сотни людей. Значительная часть пригородных и междугородних маршрутов была снята. Для жителей Минска практически единственным способом добраться домой стал метрополитен, на входах в который уже в 18:20 стояли очереди. Работа первой линии была продлена до 2:00. С 18:00 в течение более чем часа с целью избежания давки поезда не останавливались на станции «Октябрьская», доступ туда людей был перекрыт. Вскоре в связи с заторами, образовавшимися на выездах из столицы, въезд в город был перекрыт. По данным начальника железнодорожной станции «Минск-Пассажирский» Владимира Григоровича, задержка электричек и поездов не превышала десяти минут, хотя, по словам очевидцев, их поезда задерживались на полтора часа и более. В Заводском районе города движение было парализовано полностью.
Во время стихии в столице увеличились тарифы такси. Согласно Naviny.by, от станции метро «Каменная горка» до улицы Скрипникова предлагали довезти за 50 тысяч рублей, хотя проехать нужно всего три километра. По данным TUT.by, от той же «Каменной Горки» до железнодорожного вокзала таксисты возили за 350 тысяч, вместо обычных 70. В штормовую ночь фигурировали цифры в 400 и даже 500 тысяч за поездку по столице. Однако среди населения находились водители, готовые набрать на остановке полное авто попутчиков и отвезти их домой бесплатно или «за символическую плату».
На дорогах по всей стране наблюдалось большое количество ДТП. Во время циклона было затруднено движение на 30 участках автомобильных дорог. Особенно сложная ситуация была на трассах Могилёвского (магистраль М4) и, частично, Гомельского (магистраль M5) направлений. Стояли машины на дорогах Крупского, Дзержинского, Слуцкого и Борисовского районов, с перебоями осуществлялось движение в направлении Гродно (магистраль M6). На трассе из Бреста в Оршу (магистраль M1) произошла авария с двумя летальными исходами. На том шоссе на участке от Смиловичей до деревни Хутор в глубоком снегу оказались 32 легковых и 7 грузовых машин. В них находилось 136 человек, включая 22 ребёнка. На другом пути, магистрали М4, стояли от 450 до 500 авто.

«Водителям, которых снегопад заставал далёко от населенного пункта, приходилось ночевать в машинах. Многие были вынуждены бросать транспортные средства, которые заметало снегом. Люди помогали друг другу. К примеру, когда мы взялись помочь водителю, застрявшему на Дзержинской трассе, впереди нас шёл джип с высокой посадкой и прокладывал для нас колею, потому что дорогу заметало мгновенно. Серьёзные заторы на дорогах создавали тяжёлые грузовые машины, помочь которым могла только более мощная специальная техника.»— Инспектор ГАИ МВД Беларуси Александр Бруй в разговоре для газеты «СБ. Беларусь сегодня». 19 марта 2013.
С 19:00 становится темно, ситуация усложняется. Некоторые люди из пробок искали ночлег в близлежащих деревнях.
На трассах оказались даже знаменитости. Так, на шоссе Бобруйск—Минск задержался российский актер Иван Охлобыстин, а на пути из столицы в Гродно возле Воложина — председатель партии БНФ Вадим Саранчуков.
За вечер пятницы (15-го числа), ночь и утро субботы (16-го числа) сотрудники «Альфа Радио» получили более четырёх тысяч SMS-сообщений, в которых множество людей звонили и писали журналистам в Skype просьбы о помощи.

«Прогноз погоды от Гидрометеоцентра был, но никто не знал, что же будет. Когда новостной эфир закончился, мы решили, что останемся ещё на пару часов, посмотрим, как будут развиваться события. Когда стало понятно, что новостей на информационных сайтах немного, мы просили людей сообщать нам, что происходит на дорогах. Вначале слушатели просто рассказывали нам, где пробка. А потом стало очевидно, что мы не просто делимся новостями, а той информацией, которая людям в этот момент очень нужна. В 10 и 11 часов вечера к нам поступало столько звонков и смс, что мы перестали ставить музыку. Иногда мы уходили на песню, но люди тут же писали: «Вернитесь в эфир!». Мы получали тысячи сообщений, а телефон не переставал звонить ни на минуту.»— Радиоведущий «Альфа Радио» Дмитрий Смирнов в интервью для газеты «Комсомольская правда». 15 марта 2014.
Тем временем Белэнерго зафиксировало максимальное количество отключений электричества: к вечеру без света остались 1728 трансформаторных подстанций, 558 населённых пунктов и 71 ферма. И хотя снежные заносы и пробки на дорогах мешали спецтехнике проехать к местам повреждений, уже к утру в половине отключённых населённых пунктов снова загорелся свет. К вечеру 16-го числа электроснабжение было нарушено лишь в нескольких единичных пунктах, но и там его восстановили быстро — к ночи 17-го.
В течение вечера и ночи десятки автомобилей и автобусов всё же начинали выбираться из пробок.
16 марта циклон покинул территорию Беларуси, направившись в сторону России, однако какое-то время на дорогах ещё отмечались сильные пробки протяженностью около 30 километров. В этот день зафиксированы перебои с поставками продуктов питания в магазины. Последствия стихии ощущались почти неделю.

### Борьба со стихией и последствиями
Из-за отсутствия других официальных лиц государства вся работа по организации кризисного центра по борьбе с катаклизмом легла на плечи вице-премьера Калинина. В пиковые часы дороги расчищали около 1200 единиц спецтехники. В столице на ликвидацию последствий снегопада вышли около 20 тысяч человек и около тысячи машин спецтехники. Подключились также подразделения Вооружённых Сил Беларуси. С 19:00 15-го числа на расчистку дорог и спасение транспорта выходит военная техника.
На 22:00 сообщалось, что коммунальные и аварийные службы работают в усиленном режиме. В столице были организованы пункты обогрева, питания и ночлега. Подобные пункты создали также на трассе Минск—Могилёв в Смиловичах и Червене. К пробкам, образовавшихся на Гродненском и Московском направлениях, силами райисполкомов и ГАИ была организована доставка горячего питания и чая. Удалось освободить из снежного плена автобус с 40 детьми, которые возвращались с экскурсии в Мирский замок, заблокированый на слуцкой трассе в Узденском районе.
В Воложине в гостинице был организован ночлег для 52 человек, а в общежитии местного колледжа — для 25. Также организована буксировка транспортных средств. Места временного размещения людей (с трассы M1) организованы в Червенском строительном лицее (расположены 22 человека), Смиловичском сельхозлицее (51 человек) и Смиловичском аграрном колледже (2 человека); 1 человек с температурой был доставлен в смиловичскую больницу. На участке дороги, где образовалась пробка, была организована круглосуточная работа кафе (д. Карпиловка, д. Натальевск, г. п. Смиловичи), в которых водители и пассажиры пострадавших автомобилей имели возможность погреться и получить горячее питание. На территории Слуцкого района начали работать 20 пунктов обогрева, расположенных во всех ближайших к дорогам сельских клубах.
При «Хавьере» подразделениями МЧС 211 раз оказывалась помощь в извлечении из снежных заносов 363 транспортных средств (легковые и грузовые автомобили, рейсовые автобусы, автомобили скорой медицинской помощи), в которых находились 1172 человека, из них 260 детей.
Несмотря на мобилизацию всех коммунальных служб и активное участие МЧС, милиции и скорой помощи в борьбе со стихией, этих сил оказалось недостаточно для того, чтобы взять ситуацию под контроль. Поэтому многие люди расчищали дворы и освобождали автомобили из-под снега сами. Во время стихии между жителями страны наблюдалась активная взаимопомощь: многие самостоятельно разносили водителям чай, помогали своим согражданам добраться домой, расчищали чужие автомобили и дороги от снега. «Горячая линия» портала TUT.by ночью организовала на сайте сервис онлайн-помощи, на котором люди могли попросить о подмоге и предложить ее нуждающимся. Менее чем за сутки на линии собралось около 700 комментариев. К волонтёрам подключилась и протестанская церковь «Новая жизнь», прихожане которой развозили минчан по домам.
17-го числа, направляясь из России в Индонезию и Сингапур, Президент Республики Беларусь Александр Лукашенко дал соответствующее распоряжение всем органам государственной власти оперативно в течение светового дня провести работы по расчистке дорог, подъездов ко всем общественным учреждениям, а также дворовым территориям жилых домов. Вице-премьер Калинин озвучил также обращение главы государства к гражданам с просьбой принять активное участие в расчистке дворовых и прилегающих территорий. Борьба со стихией и её последствиями велась под руководством созданных штабов в правительстве и на местах. Они курировали деятельность всех государственных служб (облисполкомов, Мингорисполкома, МЧС, ЖКХ, Минтранс, МВД, ГАИ, Минобороны и других).
После циклона все улицы и закоулки несколько дней оставались заснеженными, отмечалась небывалая высота сугробов. Для борьбы со снегом в Минске 19 марта был проведён массовый субботник, в котором принимало участие более 80 тысяч минчан. 11 тысяч составили представители политических партий и общественных объединений, 1,5 тысячи — представители комитетов территориального общественного самоуправления. Во время уборки территории было задействовано около полутора тысяч единиц техники, включая привлеченных организаций. По данным пресс-службы Мингорисполкома, чтобы обработать проезжую часть и тротуары потребовалось 80 тонн соли, более 1,5 тысяч кубометров песчано-соляной смеси, вывезено 35000 кубометров снега.

## Другие страны
По Западной Европе, начиная с 9 марта, прошлись циклоны Yorick и Xavier. Стихия создала проблемы в ночь с 10 на 11 марта. Пострадали Франция, Германия, Бельгия, Венгрия, Великобритания, а также в некоторой степени Нидерланды и Швеция. Транспортный коллапс на дорогах парализовал всё движение. Зафиксирован сильный снегопад и ветер, которые сковали движение на междугородних трассах. Пробки на дорогах растянулись на сотни километров. За сутки в Москве выпала почти месячная норма осадков. И если в первой половине дня на столицу обрушились обильные снегопады, то уже во второй половине дня из-за потепления коммунальщики откачивали талую воду. Столь обильного снегопада в марте центральные регионы России не знали последние 130 лет. В Украине в результате событий 15 марта без света остались сотни населённых пунктов, а тысячи машин оказались в снежной блокаде на дорогах. После того как циклон начал ослабевать, ударили морозы, которые привели к гололёду.

## Итоги, оценки и влияние
17 марта вице-премьер Анатолий Калинин, подводя итоги борьбы с природным бедствием, отметил, что не на должном уровне было организовано обслуживание пассажиров задержавшихся рейсов в Национальном аэропорту «Минск». Не оперативно осуществлялась доставка топлива автомобилистам, оказавшимся в плену снежной стихии. Не везде обеспечивался подвоз горячего питания. И самое главное, что, получив информацию о штормовом предупреждении, автомобилисты проигнорировали это и отправились в дорогу, нарушали скоростной режим.
Неоптимальное поведение населения отметили и в МЧС.

«То, что люди к нам не прислушались, во многом осложнило ликвидацию последствий опасного природного явления. Ведь наша служба неоднократно, за сутки до метели, предупреждала о том, что трассы будут заметены снегом. Но по факту в период снегопада стали происходить дорожно-транспортные происшествия, из-за которых было перекрыто движение, образовались пробки, которые, в свою очередь, препятствовали уборке снега. Многие поездки можно было отложить.»
— Помощник начальника Минского городского управления МЧС Виталий Дембовский в разговоре для газеты «СБ. Беларусь сегодня». 19 марта 2013.
В свою очередь журналист Павлюк Быковский раскритиковал действия властей и служб во время катаклизма, а также уровень их подготовки, но высоко оценил взаимопомощь и инициативность рядовых граждан. По его мнению, данные события показали, что власть не готова брать на себя ответственность в кризисной ситуации, а подобные проблемы населения вынуждена будет решать самостоятельно

«Нельзя сказать, что государство самоустранилось от решения этих вопросов, так как МЧС, скорая помощь и милиция реально помогали людям. Но проблема ночлега и обогрева, по-видимому, решилась в основном без участия государства — если не считать развоза чая тем, кто проводил ночь с пятницы на субботу в заблокированных на дорогах машинах за городом. [...] Стихия выяснила, что у белорусского МЧС мало подходящей техники — по некоторым сведениям, у него всего два вездехода МЧС на шинах низкого давления, которые оказались действительно эффективны при борьбе со стихией. Один вездеход нашёлся у „Красного Креста“.»— Журналист Павлюк Быковский в статье TUT.by. 1 апреля 2013.
19—20 марта, вскоре после «Хавьера», к территории Беларуси приблизился сформированный над Германией и Польшей циклон «Бирк». Однако, в отличие от предшественника, сформированного в результате столкновения тропических воздушных масс с арктическими, «Бирк» состоял из однородных умеренных воздушных масс, в связи с чем был не столь активен. Его атмосферные фронты оказали существенное влияние только на погоду в Брестской и Гродненской, а также на западе Гомельской и юго-западе Минской областей. Циклон был значительно слабее «Хавьера», к тому же коммунальные службы были хорошо подготовлены, и серьёзных происшествий удалось избежать.
В тот год снег лежал до 11 апреля.
Синоптики и МЧС составили планы действия на случай повторения подобных циклонов, а в декабре 2013 года белорусские спасатели провели командно-штабное учение, приближенное к реальным условиям стихийного бедствия. После «Хавьера» цветовая шкала уровней опасности (до этого уже использовалась Белгидрометом, однако предназначалась только для МЧС) была включена в прогнозы погоды СМИ Беларуси. Был усовершенствован план действий МЧС и дорожных служб в случае возникновения аналогичных чрезвычайных ситуаций.
Циклон надолго запомнился белорусам. В прогнозах погоды нередко упоминали этот снежный шторм, сравнивая с другими подобными штормами, которые надвигались на Беларусь, и оценивая вероятность повторения событий марта 2013 года. В МЧС даже выдвигали шуточное предложение измерять сильные циклоны в условных «Хавьерах». Белгидромет назвал его «идеальным циклоном», имея в виду его хорошую спрогнозированность, с чем, однако, согласны не все.